# Белпорт (Њујорк)
Белпорт (енгл. Bellport) град је у америчкој савезној држави Њујорк.

## Демографија
По попису из 2010. године број становника је 2.084, што је 279 (-11,8%) становника мање него 2000. године.
| Група             | 2000.         | 2010.         |
| Белци             | 2.216 (93,8%) | 1.896 (91,0%) |
| Афроамериканци    | 30 (1,3%)     | 35 (1,7%)     |
| Азијати           | 39 (1,7%)     | 27 (1,3%)     |
| Хиспаноамериканци | 42 (1,8%)     | 87 (4,2%)     |
| Укупно            | 2.363         | 2.084         |